# モデナ＝レッジョ公国

モデナ＝レッジョ公国
Ducato di Modena e Reggio (イタリア語)
Ducatus Mutinae et Regii (ラテン語)

国の標語: Dextera Domini exaltavit me（ラテン語）国歌: Gott erhalte Franz den Kaiser（ドイツ語）
神よ、皇帝フランツを守り給え

1494年時点の北イタリアの地図
エステ家諸領地の位置は黄色

モデナ＝レッジョ公国（モデナ＝レッジョこうこく、イタリア語: Ducato di Modena e Reggio、ラテン語: Ducatus Mutinae et Regii）は、イタリア北西部に1452年から1859年まで存在したイタリアの国家である。ただし、1796年から1814年まではナポレオンによるフランス帝国の支配下にあった。この国家は1796年まではエステ家に、1814年以降はオーストリア＝エステ家によって支配されていた。

## 歴史

### エステ家による統治
1452年、ボルソ・デステは神聖ローマ皇帝フリードリヒ3世によって、モデナとレッジョの侯爵から公爵に昇格されたことでこの国家は成立した。さらに、1471年に彼が同じく統治していたフェラーラも公爵領となった（フェラーラ公国）。1508年、カンブレー同盟戦争でアルフォンソ1世はカンブレー同盟側につき、ヴェネツィア共和国と戦った。1597年にアルフォンソ2世が死ぬとエステ家の直系は絶えた。神聖ローマ皇帝ルドルフ2世は、自身の甥にあたるエステ家傍系のチェーザレに公位を継承させた。しかし、チェーザレの父がアルフォンソ1世の庶子だったことから、嫡出子にのみ継承権を認めるとしていたローマ教皇クレメンス8世により、1598年にフェラーラ公国は教皇領として没収された。三十年戦争が勃発するとフランチェスコ1世・デステはスペイン側についた。その後、公国はスペイン継承戦争、ポーランド継承戦争、オーストリア継承戦争に巻き込まれる。1796年、フランス帝国による侵攻でエルコレ3世・デステはヴェネツィア共和国への亡命を強いられ、公国は一時滅亡した。

### オーストリア＝エステ家による統治
1814年、ナポレオンによるイタリア支配が終わると、モデナ公国はオーストリア帝国支配下でオーストリア＝エステ家により復活したが、1859年にサルデーニャ王国によるリソルジメントにより消滅した。